# Campionati mondiali juniores di bob 2017
I Campionati mondiali juniores di bob 2017, trentunesima edizione della manifestazione organizzata dalla Federazione Internazionale di Bob e Skeleton, si sono disputati il 28 e il 29 gennaio 2017 a Winterberg, in Germania, sulla Veltins Eisarena, il tracciato dove si svolsero le rassegne iridate juniores del 1988, del 1992 (per le sole specialità maschili), del 2005, del 2014 e del 2016 (anche nel bob a due donne). La località della Renania Settentrionale-Vestfalia ha quindi ospitato le competizioni mondiali di categoria per la sesta volta nel bob a due uomini e nel bob a quattro e per la quarta nel bob a due donne.
A partire da questa edizione venne introdotto anche il titolo mondiale juniores riservato alle atlete e agli atleti under 23, disputato con la modalità gara nella gara e assegnato tramite una classifica separata.

## Risultati

### Bob a due donne
La gara si è disputata il 28 gennaio 2017 nell'arco di due manches ed hanno preso parte alla competizione 7 compagini in rappresentanza di 3 differenti nazioni.
| Pos. | Atlete                               | Nazione     | Tempo   | Distacco |
| ---- | ------------------------------------ | ----------- | ------- | -------- |
|      | Mica McNeill Mica Moore              | Regno Unito | 1'53"96 |          |
|      | Anna Köhler Franziska Fritz          | Germania    | 1'54"54 | +0"58    |
|      | Kim Kalicki Lisa Sophie Gericke      | Germania    | 1'54"74 | +0"78    |
| 4    | Maria Adela Constantin Andreea Grecu | Romania     | 1'54"76 | +0"80    |
| 5    | Ljubov' Černych Julija Belomestnych  | Russia      | 1'55"76 | +1"80    |
| ...  | ...                                  | ...         | ...     | ...      |

### Bob a due uomini
La gara si è disputata il 28 gennaio 2017 nell'arco di due manches ed hanno preso parte alla competizione 19 compagini in rappresentanza di 11 differenti nazioni.
| Pos.                        | Atleti                             | Nazione  | Tempo   | Distacco |
| --------------------------- | ---------------------------------- | -------- | ------- | -------- |
|                             | Richard Oelsner Alexander Schüller | Germania | 1'50"87 |          |
|                             | Pablo Nolte Christopher Weber      | Germania | 1'50"93 | +0"06    |
|                             | Bennet Buchmüller Niklas Scherer   | Germania | 1'51"12 | +0"25    |
| Dominik Dvořák Jan Šindelář | Rep. Ceca                          | 1'51"12  | +0"25   |          |
| 5                           | Christoph Hafer Paul Krenz         | Germania | 1'51"22 | +0"35    |
| ...                         | ...                                | ...      | ...     | ...      |

### Bob a quattro uomini
La gara si è disputata il 29 gennaio 2017 nell'arco di due manches ed hanno preso parte alla competizione 13 compagini in rappresentanza di 7 differenti nazioni.
| Pos. | Atleti                                                                     | Nazione  | Tempo   | Distacco |
| ---- | -------------------------------------------------------------------------- | -------- | ------- | -------- |
|      | Bennet Buchmüller Benedikt Hertel Niklas Scherer Costa Tonga Laurenz       | Germania | 1'49"67 |          |
|      | Christoph Hafer Michael Salzer Paul Krenz Markus Reichle                   | Germania | 1'49"74 | +0"07    |
|      | Dmitrij Popov Andrej Kazancev Ivan Kardakov Michail Mordasov               | Russia   | 1'49"82 | +0"15    |
| 4    | Aleksandr Bredichin Rostislav Gajtjukevič Vladislav Žarovcev Sergej Sysoev | Russia   | 1'49"90 | +0"23    |
| 5    | Ivan Linjučev Pavel Buryakov Nikolaj Gnezdilov Ruslan Samitov              | Russia   | 1'49"97 | +0"30    |
| ...  | ...                                                                        | ...      | ...     | ...      |

## Risultati under 23

### Bob a due donne U23
Alla categoria riservata alle atlete under 23 erano iscritte 4 compagini in rappresentanza di 3 differenti nazioni.
| Pos. | Atlete                              | Nazione  | Tempo   | Distacco |
| ---- | ----------------------------------- | -------- | ------- | -------- |
|      | Kim Kalicki Lisa Sophie Gericke     | Germania | 1'54"74 |          |
|      | Ljubov' Černych Julija Belomestnych | Russia   | 1'55"76 | +1"80    |
|      | Alena Osipenko Elena Mamedova       | Russia   | 1'56"10 | +1"36    |
| 4    | Daniela Gheaus Teodora Vlad         | Romania  | 1'57"60 | +2"86    |

### Bob a due uomini U23
Alla categoria riservata agli atleti under 23 erano iscritte 10 compagini in rappresentanza di 8 differenti nazioni.
| Pos. | Atleti                                 | Nazione  | Tempo   | Distacco |
| ---- | -------------------------------------- | -------- | ------- | -------- |
|      | Richard Oelsner Alexander Schüller     | Germania | 1'50"87 |          |
|      | Dmitrij Popov Michail Mordasov         | Russia   | 1'51"24 | +0"37    |
|      | Jonas Jannusch Benedikt Hertel         | Germania | 1'51"52 | +0"65    |
| 4    | Aleksandr Bredichin Vladislav Žarovcev | Russia   | 1'51"85 | +0"98    |
| 5    | Patrick Baumgartner Mattia Variola     | Italia   | 1'52"10 | +1"23    |
| ...  | ...                                    | ...      | ...     | ...      |

### Bob a quattro uomini U23
Alla categoria riservata agli atleti under 23 erano iscritte 3 compagini in rappresentanza di 2 differenti nazioni.
| Pos. | Atleti                                                                     | Nazione | Tempo   | Distacco |
| ---- | -------------------------------------------------------------------------- | ------- | ------- | -------- |
|      | Dmitrij Popov Andrej Kazancev Ivan Kardakov Michail Mordasov               | Russia  | 1'49"82 |          |
|      | Aleksandr Bredichin Rostislav Gajtjukevič Vladislav Žarovcev Sergej Sysoev | Russia  | 1'49"90 | +0"08    |
|      | Mihai Tentea Raul Dobre Ciprian Daroczi Andrei Bugheanu                    | Romania | 1'51"36 | +1"54    |

## Medagliere
Il numero di medaglie indicate è la somma di tutte quelle ottenute in entrambe le categorie (under 26 e under 23).
| Posizione | Nazione     | Oro | Argento | Bronzo | Totale |
| --------- | ----------- | --- | ------- | ------ | ------ |
| 1         | Germania    | 4   | 3       | 3      | 10     |
| 2         | Russia      | 1   | 3       | 2      | 6      |
| 3         | Regno Unito | 1   | 0       | 0      | 1      |
| 4         | Rep. Ceca   | 0   | 0       | 1      | 1      |
| 4         | Romania     | 0   | 0       | 1      | 1      |
| Totale    | Totale      | 6   | 6       | 7      | 19     |